# Marianów (gmina Rzeczniów)
Marianów – wieś sołecka w Polsce, położona w województwie mazowieckim, w powiecie lipskim, w gminie Rzeczniów.
W latach 1975–1998 miejscowość należała administracyjnie do województwa radomskiego.
Wierni Kościoła rzymskokatolickiego należą do parafii św. Jana Chrzciciela w Czerwonej.